# Língua sar
Sar ou Sara, também conhecida como Madjingay e Sara Madjingay é uma língua Bongo–Bagirmi do sul do Chade e lingua franca da capital regional de Sarh.

## Fonologia

### Consoantes
Tabela de Consoantes
|                    |                | Labial | Alveolar | Retroflexa | Post-alveolar /palatal | Velar |
| ------------------ | -------------- | ------ | -------- | ---------- | ---------------------- | ----- |
| Oclusiva/ Africada | tenuis         | p      | t        |            |                        | k     |
| Oclusiva/ Africada | sonora         | b      | d        |            | d͡ʒ                     | ɡ     |
| Oclusiva/ Africada | Implosiva      | ɓ      | ɗ        |            |                        |       |
| Oclusiva/ Africada | pré-nasalizada | m͡b     | n͡d       |            | n͡dʒ                    | ŋ͡ɡ    |
| Fricativa          | Fricativa      |        | s        |            |                        |       |
| Nasal              | Nasal          | m      | n        |            |                        |       |
| Líquida            | oral           |        | l        | ɽ          |                        |       |
| Líquida            | Nasalizada     |        |          | ɽ̃          |                        |       |
| Semivogal          | oral           |        |          |            | j                      | w     |
| Semivogal          | nasalizada     |        |          |            | j̃                      |       |

### Vogais
|              | Frontal | Central | Posterior |
| ------------ | ------- | ------- | --------- |
| Fechada      | i       |         | u         |
| Meio-fechada | e       |         | o         |
| Média        |         | ə       |           |
| Meio aberta  |         |         | ɔ         |
| Aberta       | a       |         |           |

### Tons
São três os tons.
| Tom   | Exemplo | Português  |
| ----- | ------- | ---------- |
| high  | ɡáŋɡá   | Tambor     |
| mid   | māl     | Abutre     |
| low   | jàbə̀    | Hipopótamo |
| nasal | tã      | Tempero    |